# Lónyay Elemér
Nagylónyai és vásárosnaményi herceg (1896-ig báró, 1917-ig gróf) Lónyay Elemér Ödön (Elemér Edmund Lónyay, Graf und Fürst von Nagy-Lónya und Vásáros-Namény) (Bodrogolaszi, 1863. augusztus 24. – Pannonhalma, 1946. július 29.) magyar földbirtokos, főrendiházi tag, osztrák-magyar diplomata, Stefánia belga királyi hercegnőnek, Rudolf trónörökös özvegyének második férje.

## Családja, ifjúkora
Lónyay Elemér a Lónyay család Bodrogolaszi kastélyában született. Édesapja nagylónyai és vásárosnaményi Lónyay Ödön (Bodrogolaszi, 1834. május 8. – Deregnyő, 1885. május 2.), nagybirtokos, édesanyja szomori és somodori Pázmándy Vilma (Kömlőd, 1839. június 9. – Pozsony, 1919.) volt. Apai nagyszülei nagylónyai és vásárosnaményi Lónyay Gábor (1805–1885), nagybirtokos, és kazinczi és alsóregmeczi Kazinczy Ottília (1810–1883) voltak. Anyai nagyszülei szomori és somodori Pázmándy Dénes (1816–1856), földbirtokos, politikus, a képviselőház elnöke, Komárom vármegye alispánja, és domonkosi Domonkos Lídia (1816–1894) voltak.
Lónyay Ödön és Pázmándy Vilma házasságából a következő gyermekek születtek: 
- Gábor (Bodrogolaszi, 1861. január 5. – Budapest, 1917. július 16.), neje, báró Földváry Sarolta volt, akit 1885. augusztus 6-án vett feleségül Kápolnásnyéken,
- Elemér (1863–1946),
- Sarolta, aki ennói gróf Alberti Antal felesége lett,
- Vilma (1869. június 19. – Sátoraljaujhely, 1897. január 2.), aki 1888. február 26-án, Pozsonyban gróf Hardenberg Aladár Felixhez ment feleségül.

A Lónyay családnak egy ága 1627 óta viselt bárói rangot, 1808 óta birtokolták a Zemplén vármegyei Bodrogolaszi községet (ma Borsod-Abaúj-Zemplén vármegye). A Lónyayak az 1860-as években építtették a mai kastélyt, romantikus stílusban. A családnak Bereg vármegyében is jelentős birtokai voltak.
Lónyay Gábor a budapesti mintagimnáziumban, Elemér a sárospataki főgimnáziumban végezte középiskolai tanulmányait. Mindketten Grazban és Budapesten tanultak állam- és jogtudományt. Gábor, az idősebb fivér átvette a gazdálkodás irányítását a családi birtokokon. Öccse, Elemér diplomáciai pályára lépett.
Lónyai Elemér 1885-ben lépett osztrák-magyar külügyi szolgálatba. 1886-ban követségi attasévá nevezték ki; Bukarestben és Szentpéterváron, később Brüsszelben működött. 1889-ben követségi tanácsossá nevezték ki. 1890-ben császári és királyi kamarássá nevezték ki. 1892-ben követségi titkárrá léptették elő és először a szentpétervári, majd a párizsi, majd 1894-től 1895 márciusáig a londoni osztrák–magyar nagykövetségen működött. Londonból Stuttgartba helyezték át, ahonnan egy évet szabadságot kapva Afrikában és a Földközi-tenger vidékén tett utazásokat. 1895-ben a császár legfiatalabb öccsének, Lajos Viktor főherceg kíséretében részt vett II. Miklós orosz cár koronázásán, Szentpétervárott. Megkapta a román Korona-rend és a Belga Lipót-rend lovagi keresztjét, és az olasz koronarend középkeresztjét.
1896 nyarán a római nagykövetségen dolgozott, még ezen év november 29-én a király megerősítette Lónyay Elemér és bátyja, Lónyay Gábor magyar grófi rangját és a felsőház örökös tagjaivá választották őket, később, 1917-ben Károly császár és király hercegi rangra emelte Elemért. 1897-ben megkapta a követségi tanácsos címet, de még ugyanebben az évben kilépett a külügyi szolgálatból, és visszavonult a közszerepléstől.

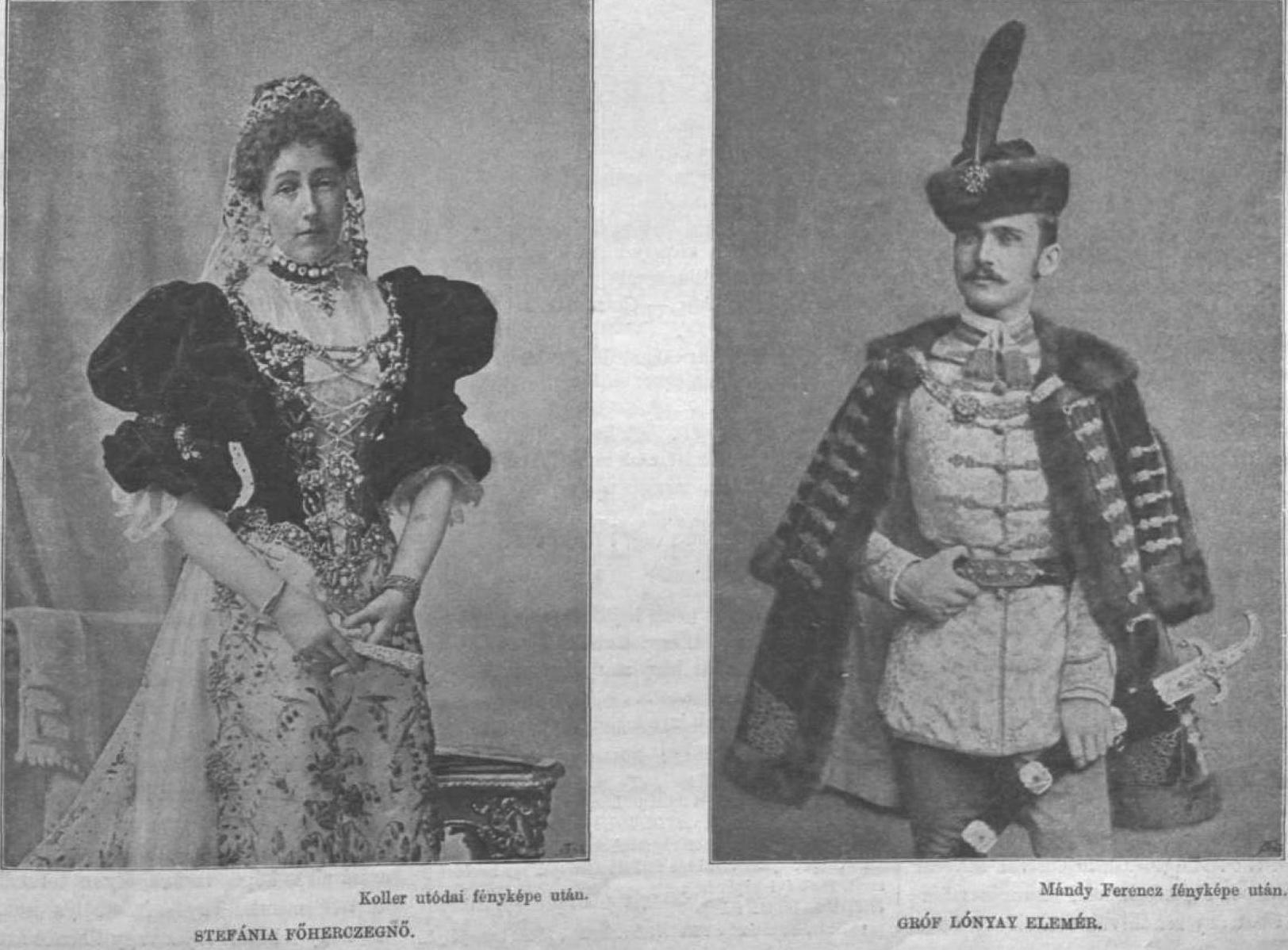
Lónyay gróf és grófné (1900)

## Házassága Stefánia hercegnővel
Lónyay Elemér 1900. március 22-én a Trieszt melletti Miramare-kastély kápolnájában feleségül vette a Szász–Coburg–Gothai-házból származó Stefánia belga királyi hercegnőt (1864–1945), Rudolf trónörökös özvegyét. (Rudolf koronaherceg, osztrák-magyar trónörökös 1889. január 30-án az alsó-ausztriai Mayerlingben, máig vitatott körülmények között, szeretőjével, Vetsera Mária bárónővel együtt életét vesztette. Állítólag megölte szeretőjét, majd öngyilkos lett). Rudolf halálával Stefánia csupán az özvegy trónörökösné címet viselhette, a császári család megvetően mellőzte. Vádaskodásoknak is ki volt téve.
Az asszonynak a második, rangon aluli („nicht standesgemäß”) házasságkötése miatt le kellett mondania osztrák főhercegnéi rangjáról, ezzel végleg szakított apósával, az osztrák császári családdal és apjával, II. Lipót belga királlyal is.
A Lónyay házaspár a Magyar Királysághoz tartozó Oroszvárra, a Lónyay-kastélyba költözött. (A helység 1947 óta Rusovce néven a mai szlovák Pozsony elővárosa). Gyakran vendégeskedett házukban az új osztrák–magyar trónörökös, Ferenc Ferdinánd főherceg feleségével, Hohenberg Zsófia hercegnővel. Lónyay Elemér és Stefánia boldog házasságban éltek, annak ellenére, hogy az asszonynak nem lehetett több gyermeke (meddősége egy korábbi nemibetegség következménye volt, amellyel még első férje, Rudolf trónörökös fertőzte meg). A nyarakat a család a bodrogolaszi kastélyban töltötte.
Lónyay Elemér ezzel a házassággal hivatalosan mostohaapja lett Stefánia Rudolftól született egyetlen leányának, Erzsébet Mária főhercegnőnek (1883–1963), de a leány nem élhetett velük, őt császári nagyapja utasítására anyjától elszakítva, az udvarban nevelték. Az uralkodó család légkörében „Erzsi” megsínylette az anya és apa nélküli nevelkedést. 1902-ben szerencsétlen házasságot kötött a rangban nála alacsonyabb Otto von Windisch-Grätz herceggel, akitől 1914-ben elvált.
Az első világháború alatt az oroszvári kastélyt sebesült katonák ápolására rendezték be. 1917. február 9-én IV. Károly király Lónyay Elemér grófot hercegi (Fürst) méltóságra emelte. Feleségének hivatalos címe Lónyay Stefánia hercegné lett (Stephanie Fürstin von Lónyay de Nagy-Lónya et Vásáros-Namény).

## Utolsó évei

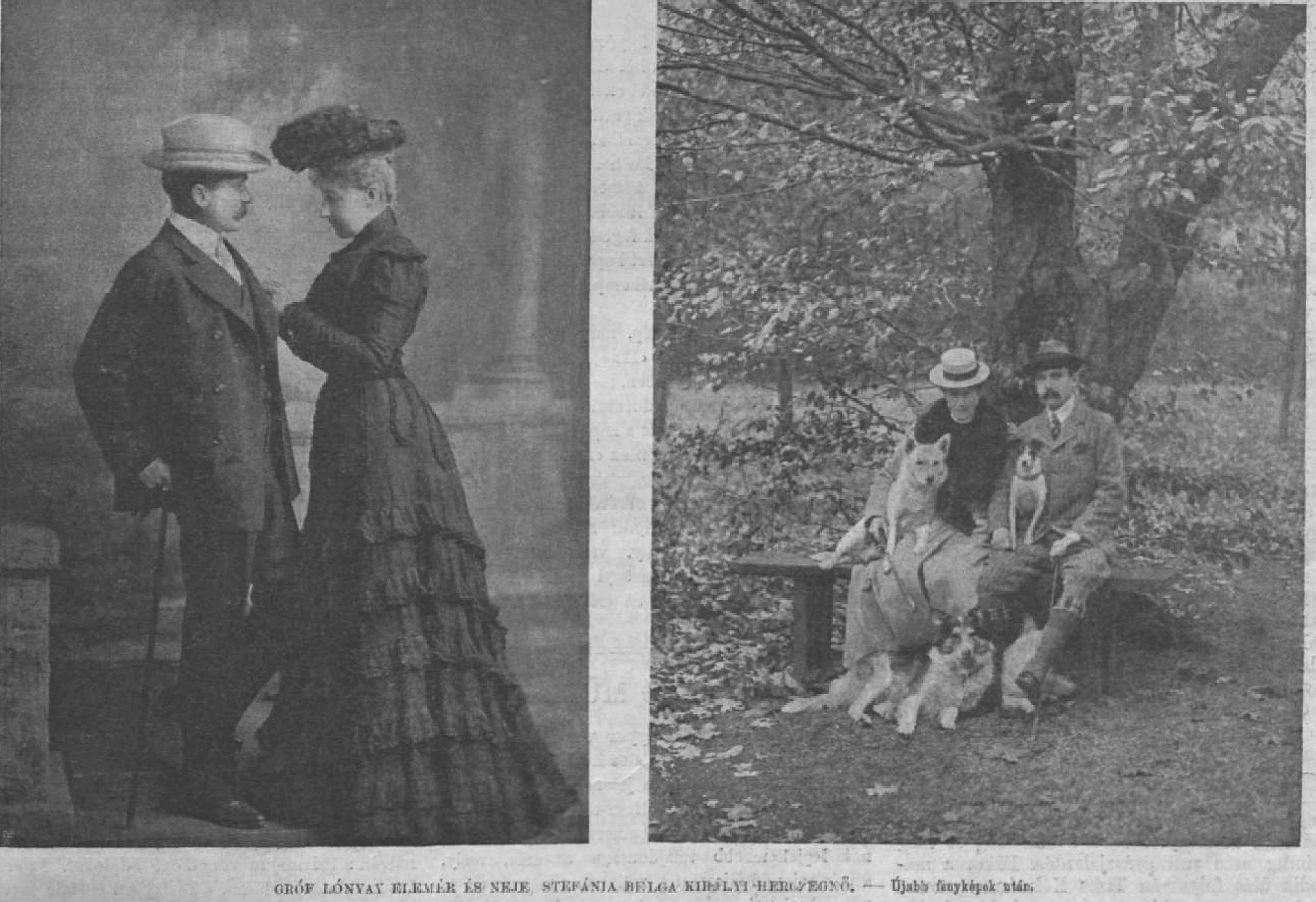
A házaspár (1903)

A második világháború végén a hercegi párnak menekülnie kellett a közeledő szovjet Vörös Hadsereg elől. A Pannonhalmi Bencés Főapátságban kaptak menedéket, ahol Kelemen Krizosztom főapát (1884–1950) bújtatta őket, más menekültekkel együtt. Birtokaikat és műkincseiket az apátságra hagyományozták. Stefánia hercegné itt hunyt el, 1945. augusztus 23-án. Férje, Lónyay Elemér herceg egy évvel később, 1946. július 29-én hunyt el szintén Pannonhalmán, bár több helyen tévesen Budapestet jelölik meg a halála helyszínének. Mindketten a Pannonhalmi Főapátsági templom (Szent Márton-bazilika) altemplomában nyugszanak.

## Utóélete
- Napjainkban a Borsod-Abaúj-Zemplén vármegyei bodrogolaszi Lónyay-kastélyban a Chemin Neuf közösség közösségi háza működik[6]
- Oroszvár 1947-ig Magyarországhoz tartozott. Az 1920-as trianoni határ az Oroszvár és Pozsonyligetfalu közötti Köpcsény kataszteri területén húzódott. Oroszvárt az 1947-es párizsi békeszerződésben Csehszlovákiához csatolták. 1947-ben a csehszlovák állam egy, a Beneš-dekrétumok alapján elfogadott törvényre hivatkozva kobozta el a „magyar nemzetiségű belga királyi hercegnő” ingatlanjait. Valószínű, hogy a csehszlovák hatóságok az elkobozhatóság érdekében minősítették a belga királyi család tagját magyar (azaz ellenséges) nemzetiségűnek. De mivel Oroszvárnak 1947-es Csehszlovákiához csatolásakor az örökhagyó tulajdonosok, a hercegi pár már nem élt, ekkorra az ingatlanok tulajdonosa már a jogos örökös, a Pannonhalmi Főapátság volt. A Csehszlovákia által jogtalanul elkobzott magyar egyházi tulajdon visszaszerzésére (restitúciójára) a jogos örökös 2003-ban a jogutód államban, Szlovákiában pert indított.